# Kasuga
Kasuga è una città giapponese della prefettura di Fukuoka.